# Троїцьк (Благоварський район)
Тро́їцьк (рос. Троицк, башк. Троицк) — присілок (в минулому селище) у складі Благоварського району Башкортостану, Росія. Входить до складу Ямакаївської сільської ради.
Населення — 161 особа (2010; 130 в 2002).
Національний склад:
- башкири — 28 %
- татари — 62 %